# Psychotria lenormandii
Psychotria lenormandii är en måreväxtart som beskrevs av Rudolf Schlechter. Psychotria lenormandii ingår i släktet Psychotria och familjen måreväxter. Inga underarter finns listade i Catalogue of Life.
Arten är uppkallad efter den franske botanikern Sébastien René Lenormand.